# Andrej Mihevc
Andrej Mihevc, slovenski gospodarstvenik, * 29. september 1971, Ljubljana.
Andrej Mihevc je diplomiral na Univerzi v Ljubljani na Fakulteti za elektrotehniko v Ljubljani. Doktoriral je na Univerzi na Primorskem z naslovom Izgradnja modela predhodne regulacije trga elektronskih komunikacij.
Bil je direktor družbe Delkom, upravljavca optičnih povezav na slovenskem avtocestnem križu, ki je hčerinsko podjetje Družbe za avtoceste v Republiki Sloveniji (DARS). Mihevc je pred tem deloval v  Telekomu Slovenije, Agenciji za komunikacijska omrežja in storitve Republike Slovenije in v Darsu. Je vrhunski strokovnjak na področju elektronskih komunikacij in mednarodnega poslovanja. 